# Drosophila hubeiensis
Drosophila hubeiensis är en tvåvingeart som beskrevs av Sperlich och Hide-aki Watabe 1997. Drosophila hubeiensis ingår i släktet Drosophila och familjen daggflugor.
Artens kända utbredningsområde är provinsen Hubei i Kina.